# Derarimus fortepunctatus
Derarimus fortepunctatus es una especie de coleóptero de la familia Anthicidae.

## Distribución geográfica
Habita en Malasia.